# Yellowstonský národní park
Yellowstonský národní park je národní park nacházející se na území amerických států Wyoming (91 % parku), Montana (7,6 %) a Idaho (1,4 %). Byl vyhlášen 1. března 1872 na základě zákona schváleného americkým Kongresem a podepsaného prezidentem Ulysses S. Grantem. Je druhým nejstarším národním parkem na světě (po Národním parku Bogd Khan Uul v Mongolsku vyhlášeném roku 1783) a je známý především pro svou divočinu a řadu geotermálních úkazů, zejména pak gejzír Old Faithful, který patří mezi nejoblíbenější atrakce parku. Na území parku se nachází řada ekosystémů a dominantním z nich je subalpinský les.
Domorodí Američané obývali yellowstonskou oblast přinejmenším již před 11 tisíci lety. Lewisova a Clarkova expedice z let 1804 až 1806 se tomuto regionu vyhnula a kromě traperů, kteří se do oblasti dostali v polovině 19. století, se první organizovaná expedice konala až koncem 60. let téhož století. Po vzniku národního parku byla jeho dohledem pověřena americká armáda. V roce 1917 pak správa přešla na National Park Service, jež vznikla o rok dříve. Stovky staveb, které byly na území parku postaveny, jsou chráněny pro jejich architektonický a historický význam a více než tisíc archeologických nalezišť prověřili badatelé.
Yellowstonský národní park se rozkládá na ploše 8981 km2 a na jeho území se nachází jezera, kaňony, řeky a pohoří. Součástí parku je Yellowstonské jezero, které patří mezi největší vysoko položená jezera Severní Ameriky. Jezero se nachází uprostřed největšího supervulkánu kontinentu, známého jako Yellowstonská kaldera. Tato kaldera je považována za aktivní vulkán, který za poslední dva miliony let několikrát vybuchl obrovskou silou. Plášťový chochol ale patrně nebude zdrojem vulkanismu. V Yellowstonském národním parku se nachází zhruba polovina všech světových typů geotermálních jevů, které pohání zdejší trvající vulkanismus. Většinu rozlohy parku pokrývají horniny pocházející z vulkanických erupcí. Park je hlavní částí Velkého yellowstonského ekosystému, jenž je největším zbývajícím a takřka nedotčeným ekosystémem mírného podnebného pásu zemské severní hemisféry.
V parku žijí stovky druhů savců, ptáků, ryb a plazů, včetně řady ohrožených druhů. Součástí většiny zdejších lesů a pastvin jsou dále unikátní rostlinné druhy. V parku žijí například medvědi Grizzly, vlci, či volně žijící stáda bizonů amerických a jelenů wapiti. Každoročně zdejší lesy postihují požáry a při velkém požáru v roce 1988 shořela téměř třetina celého parku. Park poskytuje řadu turistických a rekreačních možností, včetně pěší turistiky, kempování, projížděk na loďkách, rybaření a okružních prohlídek. Díky dlážděným cestám je možné se dostat do hlavních geotermálních oblastí, ale i k jezerům a vodopádům. Během zimy mohou návštěvníci využít asistence průvodců, kteří používají sněžné vozy a sněžné skútry.

## Historie

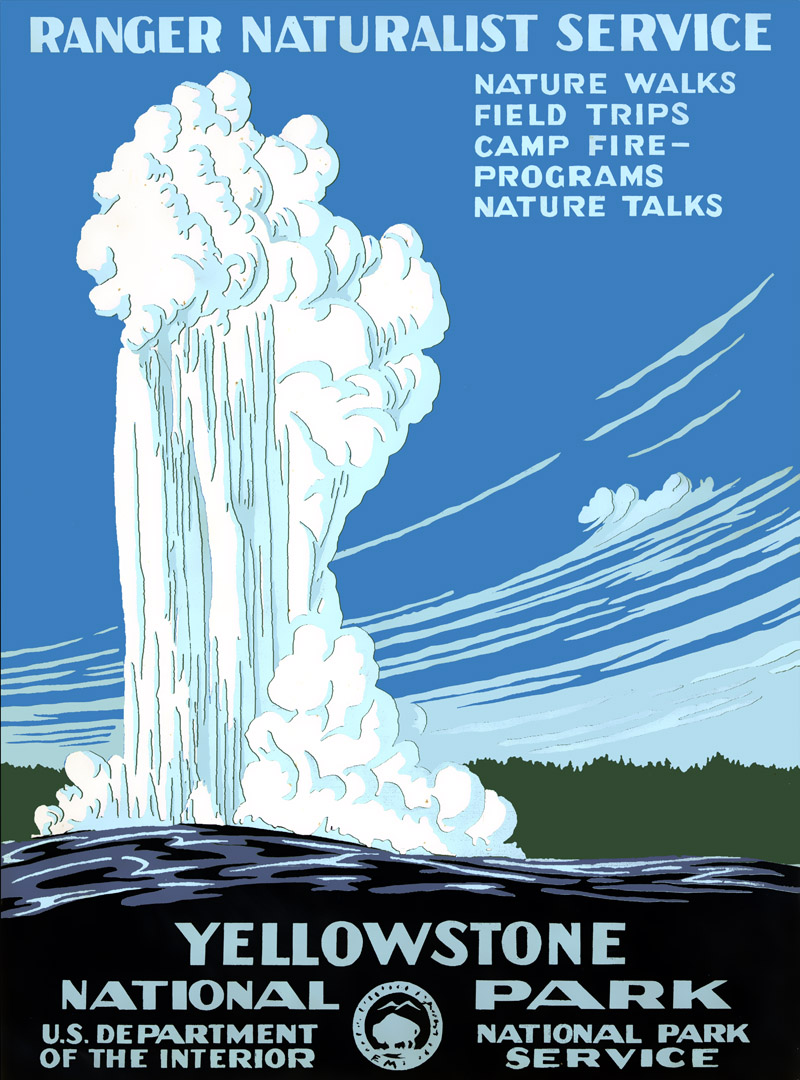
Archivní plakát propagující Yellowstonský NP z roku 1938

Park se nachází na horním toku Yellowstonské řeky, podle níž je pojmenován. Samotnou řeku pojmenovali ke konci 18. století francouzští trapeři „Roche Jaune“ (francouzsky doslova „žlutá skála“), což je pravděpodobně překlad mandanského názvu „Mi tsi a-da-zi“ (doslova „Rock Yellow River,“ tedy doslova „řeky Žluté skály“). Američtí trapeři později přeložili francouzský název do angličtiny jako „Yellow Stone.“ Ačkoliv se obecně předpokládá, že řeka získala svůj název po žlutě zbarvených skalách v Yellowstonském Grand Canyonu, původ názvu domorodých Američanů není jasný.

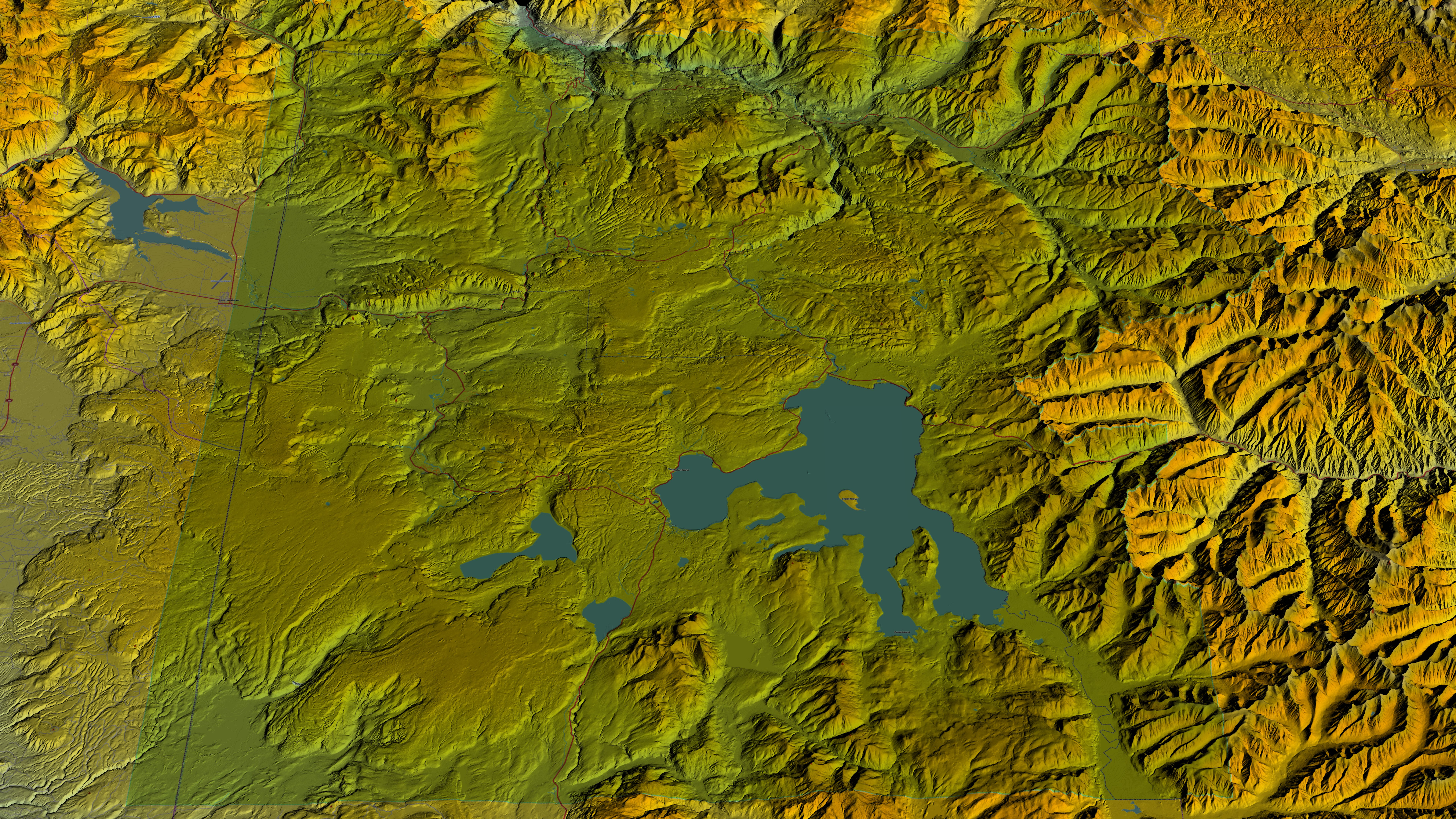
Počítačově vytvořený trojrozměrný model reliéfu

Lidská přítomnost se na území dnešního parku začíná datovat před zhruba 11 tisíci lety, když v tomto regionu začali lovit a chytat ryby domorodí Američané. Během výstavby poštovního úřadu v Gardineru v Montaně koncem 50. let byl nalezen obsidiánový hrot zbraně cloviského původu, jehož stáří bylo zjištěno na uváděných 11 tisíc let. Tito Paleoindiáni z cloviské kultury používali značné množství obsidiánu nalezeného v Yellowstonu k výrobě řezacích nástrojů a zbraní. Hroty šípů vyrobené z yellowstonského obsidiánu byly nalezeny až v údolí řeky Mississippi, což ukazuje na existenci pravidelného obchodu s obsidiánem mezi místními kmeny a kmeny žijícími východním směrem. První bělošskou výpravou do této oblasti se stala Lewisova a Clarkova expedice z roku 1805, jež se setkala s kmeny Nez Perce, Shoshone a Vraními Indiány. Při průchodu dnešní Montanou byli členové expedice srozuměni o yellowstonské oblasti na jihu, tu však nenavštívili.
V roce 1806 opustil zmíněnou expedici John Colter, jenž se posléze přidal ke skupině lovců kožešin. O rok později se tato skupina rozdělila a Colter v zimě 1807 až 1808 prošel částí území dnešního národního parku. Podařilo se mu tak spatřit přinejmenším jednu geotermální oblast v severovýchodní části dnešního parku poblíž Tower Fall. Poté, co se zotavil ze zranění jež utrpěl v bitvě s kmeny Vraních Indiánů a Sihasapů v roce 1809, popsal Yellowstone jako místo „ohně a síry,“ což však většina lidí přičetla deliriu. Údajně fiktivnímu místu bylo přezdíváno „Colter's Hell“ (doslova „Colterovo peklo“). Po dalších čtyřicet let byly vyprávěny četné zprávy od horalů a lovců o vařícím se bahně, kouřících řekách a zkamenělých stromech, avšak většina těchto zpráv byla pokládána za mýty.
Po dalším průzkumu z roku 1856 popsal horal Jim Bridger (uvádí se, že byl prvním nebo druhým evropským Američanem, který spatřil Velké Solné jezero v dnešním Utahu) vroucí prameny, tryskající vodu, horu skla a žluté skály. Jeho informace však byly z velké míry ignorovány, jelikož byl znám přikrášlováním svých příběhů („spinner of yarns“). V roce 1859 se zeměměřič americké armády, kapitán William F. Raynolds, vypravil na dvouletý průzkum severních Skalistých hor. Po přezimování ve Wyomingu se v květnu 1860 Raynolds a jeho skupina, která zahrnovala přírodovědce Ferdinanda Vandeveera Haydena a průvodce Jima Bridgera, pokusila překročit kontinentální předěl nad Two Ocean Plateau z území severního Wyomingu. Těžký jarní sníh jim v jejich průchodu zabránil, avšak kdyby byli schopni předěl překročit, stali by se první organizovanou průzkumnou výpravou yellowstonské oblasti. Další organizované průzkumy pak až do konce 60. let 19. století zbrzdila Americká občanská válka.

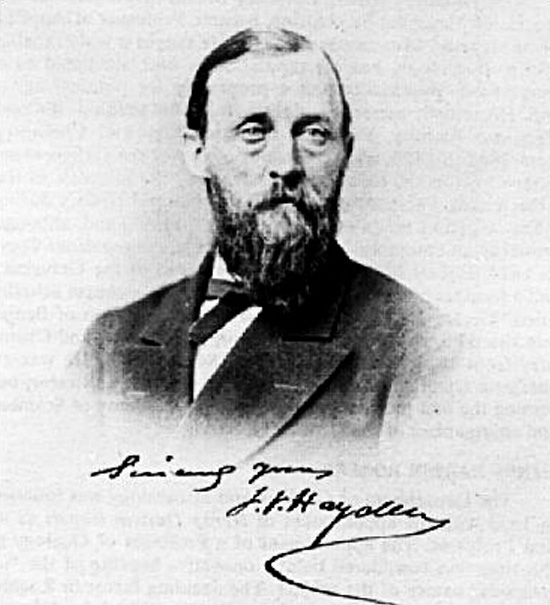
Ferdinand V. Hayden byl americký geolog, který přesvědčil Kongres, aby vyhlásil Yellowstone národním parkem.

První podrobná expedice yellowstonské oblasti byla Cook-Folosom-Petersonova expedice z roku 1869, která se skládala ze tří soukromě financovaných průzkumníků. Folsomova skupina se do oblasti dostala podél Yellowstonské řeky a došla tak až k Yellowstonskému jezeru. Členové výpravy pořizovali deník a na základě sepsaných informací zorganizovali o rok později obyvatelé Montany Washburn-Langford-Doaneho expedici. Vedl ji hlavní zeměměřič Montany Henry Washburn a dále se jí zúčastnili Nathaniel P. Langford (později se stal znám jako „Národní park“ Langford) a speciální jednotka americké armády vedená poručíkem Gustavem Doanem.
Expedice strávila asi měsíc putováním v oblasti, shromažďováním vzorků a pojmenováním zajímavých míst. Montanský spisovatel a právník Cornelius Hedges, který se zúčastnil Washburnovy expedice, navrhl, aby byla oblast chráněna jako národní park. O svých zážitcích a pozorováních napsal v letech 1870 až 1871 řadu podrobných článků do deníku Helena Herald. V podstatě tak zopakoval prohlášení guvernéra montanského teritoria Thomase Francise Meaghera z října 1865, který již dříve uvedl, že by oblast měla být chráněna. Ostatní členové expedice se za ochranu oblasti rovněž přimlouvali. V dopise z roku 1871, mezi Jay Cookem a Ferdinandem Hayedem, Cook uvádí, že jeho přítel kongresman William D. Kelley navrhl, aby „Kongres schválil zákon vyhlašující Velkou gejzírovou pánev veřejným parkem.“

## Charakteristika

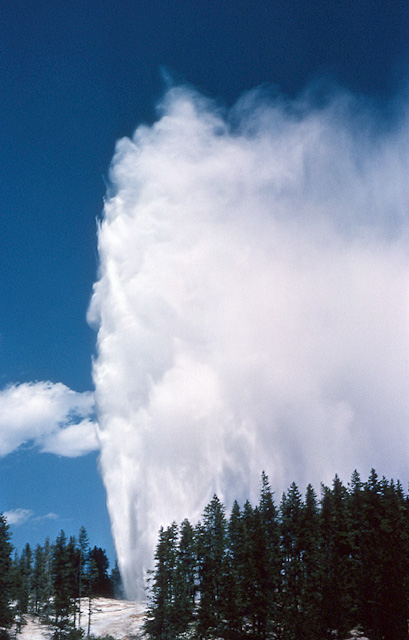
Gejzír Steamboat

Nachází se zde okolo 110 vodopádů a velké množství horkých pramenů, bublajících bahnitých jam, horských jezer, kaňonů, erodovaných lávových proudů a gejzírů. Nejznámějším gejzírem je Old Faithful, jenž tryská průměrně po 64,5 minutách do výšky 40 m, maximálně pak až do výšky 56 m. Takto vytryskuje asi 120 let.
Old Faithful však není nejvyšším gejzírem v Yellowstonu. Tím je Steamboat (Parník), který má však velmi nepravidelné intervaly erupcí: od 4 dnů po 50 let. Kdysi býval nejvýše (až 76 m) tryskajícím Giant Geyser (Obří gejzír); ten však „usnul“ v roce 1955.
Pro Yellowstonský národní park jsou charakteristické také četné fumaroly (vývěry horkých plynů), mofety a bublající bahenní sopky. Latentní vulkanismus je příčinou vzniku i unikátních teras a kaskád v oblasti při severním okraji národního parku, zvané Mammoth Hot Springs (Mamutí horké prameny). Podzemním míšením prosáklé dešťové vody s oxidem uhličitým, který uniká z podpovrchového horkého magmatu (relativně velmi mělce uloženého, jen v hloubce 5–8 km), vzniká kyselina uhličitá. Z této vody se vylučuje travertin, který se usazuje. Terasy jsou zbarveny většinou bíle, popř. vlivem oxidů železa krémově. Někde však mají v důsledku přítomnosti termálních bakterií a řas (identifikováno bylo zatím 65 druhů těchto organismů) nádech žlutý, oranžový, hnědý či zelený.
Tento park získal jméno podle řeky Yellowstone, která protéká tímto územím a jejíž břehy lemují vysoké žluté skály.
V lesích převažují jehličnaté porosty tvořené zejména borovicí těžkou, smrkem Engelmannovým, méně již jedlí plstnatoplodou, douglaskou tisolistou, borovicí pokroucenou aj. Z listnatých stromů zde lokálně převažuje topol osikovitý a některé z více než 50 druhů severoamerických dubů.
Žijí zde los, ovce velkorohá, medvěd grizzly, medvěd baribal, jelen wapiti, vlci, vydry, jezevci, kojoti, svišti, ale i další savci. Dále šest druhů hadů a okolo 240 druhů ptáků včetně národního ptáka USA – orla bělohlavého. Jádrem parku je Yellowstonské jezero, které je největším ledovcovým jezerem Severní Ameriky. Vzniklo po ústupu ledovců zhruba před 12 tisíci lety. Jeho hladina leží 2357 m n. m., největší hloubka je 91 m, rozloha představuje 355 km². Menších jezer lze najít v oblasti národního parku několik.
Řeka Yellowstone, pramenící v horské skupině Bighorn, tvoří v severní části parku hluboký kaňon, dlouhý 40 km. Kaňon je hluboký až 366 metrů; vznikl ve žlutých skalách vulkanického původu. Na řece i jejích přítocích je několik vodopádů, z nichž nejimpozantnější Lower Falls dosahuje výšky 94 metrů.

## Strategický bod
Ruský vojenský analytik Konstantin Sivkov v březnu 2015 uveřejnil článek, ve kterém prohlásil, že dojde-li k válce, mělo by Rusko vést svůj útok jadernými zbraněmi i na tuto uvedenou oblast.

## Ubytování
Historické hotely, chatky, bungalovy, kempy v parku i mimo park.